# Troy Brouwer
Troy Brouwer, född 17 augusti 1985 i Vancouver, British Columbia, är en kanadensisk professionell ishockeyspelare som spelar för Florida Panthers i NHL.
Han har tidigare spelat på NHL-nivå för Calgary Flames, St. Louis Blues, Washington Capitals och Chicago Blackhawks och på lägre nivåer för Rockford IceHogs och Norfolk Admirals i AHL samt Moose Jaw Warriors i WHL.
Brouwer draftades som 214:e spelare totalt i NHL-draften 2004 av Chicago Blackhawks.

## Spelarkarriär

### NHL

#### Chicago Blackhawks
Han debuterade för Chicago Blackhawks säsongen 2006–07 och spelade totalt 10 matcher. Men det var inte förrän säsongen 2008–09 som han blev ordinarie i laget och under den säsongen noterades han för 10 mål och 26 poäng på 68 matcher. Troy Brouwer vann Stanley Cup med Chicago Blackhawks säsongen 2010.

#### Washington Capitals
Under NHL-draften 2011 valde Blackhawks att byta bort Brouwer till Washington Capitals i utbyte mot ett draftval i första rundan, det 26:e valet totalt (Phillip Danault). Några veckor senare, den 6 juli, skrev han på ett tvåårskontrakt med Capitals värt 4,7 miljoner dollar.
Med ett år kvar på kontraktet skrev han den 12 september 2012 på en treårig kontraktsförlängning med Capitals värd 11 miljoner dollar.

#### St. Louis Blues
Den 2 juli 2015 blev han, tillsammans med Pheonix Copley och ett draftval i tredje rundan 2016, tradad till St. Louis Blues i utbyte mot T.J. Oshie.

#### Calgary Flames
Brouwer blev free agent sommaren 2016, och skrev på ett fyraårskontrakt värt 18 miljoner dollar med Calgary Flames den 1 juli 2016.
Med två år kvar på kontraktet köpte Calgary Flames köpte ut Brouwer den 2 augusti 2018.

#### Florida Panthers
Den 27 augusti 2018 skrev han på ett ettårskontrakt värt 850 000 dollar med Florida Panthers.